# Berceni, Ilfov
Berceni (în trecut, și Berceni-Dobreni) este o comună în județul Ilfov, Muntenia, România, formată numai din satul de reședință cu același nume.

## Așezare
Comuna se găsește în sudul județului, lângă București. Este traversată de șoseaua județeană DJ401, care o leagă spre nord de București și spre sud de Vidra și mai departe de comunele Vărăști și Hotarele (unde se termină în DN5A), ambele din județul Giurgiu.

## Demografie
Componența etnică a comunei Berceni
     Români (87,37%)
     Alte etnii (0,77%)
     Necunoscută (11,86%)
Componența confesională a comunei Berceni
     Ortodocși (83,53%)
     Alte religii (2,98%)
     Necunoscută (13,49%)
Conform recensământului efectuat în 2021, populația comunei Berceni se ridică la 13.766 de locuitori, în creștere față de recensământul anterior din 2011, când fuseseră înregistrați 5.942 de locuitori. Majoritatea locuitorilor sunt români (87,37%), iar pentru 11,86% nu se cunoaște apartenența etnică. Din punct de vedere confesional, majoritatea locuitorilor sunt ortodocși (83,53%), iar pentru 13,49% nu se cunoaște apartenența confesională.

## Politică și administrație
Comuna Berceni este administrată de un primar și un consiliu local compus din 17 consilieri. Primarul, George Ene[*], de la Partidul Național Liberal, este în funcție din 1 noiembrie 2024. Începând cu alegerile locale din 2024, consiliul local are următoarea componență pe partide politice:
|  | Partid                           | Consilieri | Componența Consiliului | Componența Consiliului | Componența Consiliului | Componența Consiliului | Componența Consiliului | Componența Consiliului | Componența Consiliului | Componența Consiliului | Componența Consiliului |
|  | -------------------------------- | ---------- | ---------------------- | ---------------------- | ---------------------- | ---------------------- | ---------------------- | ---------------------- | ---------------------- | ---------------------- | ---------------------- |
|  | Partidul Național Liberal        | 9          |                        |                        |                        |                        |                        |                        |                        |                        |                        |
|  | Partidul Social Democrat         | 5          |                        |                        |                        |                        |                        |                        |                        |                        |                        |
|  | Grupul de Acțiune Locală Berceni | 3          |                        |                        |                        |                        |                        |                        |                        |                        |                        |

## Istorie
La sfârșitul secolului al XIX-lea, satul Berceni făcea parte din comuna Bobești-Bălăceanca, o comună mare din plasa Dâmbovița a județului Ilfov, comună formată (în afara satului Berceni) din localitățile Bălăceanca, Bobești, Berceni, Glina-Gherman (reședința), Glina-Macri, Manolache, Potoceanca și Șerbănești.  După câțiva ani, în 1925, satul se regăsea într-o comună separată, denumită Berceni-Dobreni, formată din satele Bercenii-Dobreni și Berceni (cu o populație de 2108 locuitori), arondată plășii Vidra din același județ. În 1950, comuna a fost inclusă în raionul Nicolae Bălcescu al orașului republican București, din care a făcut parte până în 1968, când a fost arondată județului Ilfov, reînființat. În 1981, a avut loc o nouă ajustare a organizării administrativ-teritoriale, iar comuna Berceni a fost transferată județului Giurgiu, pentru ca la scurt timp să fie transferată Sectorului Agricol Ilfov din subordinea municipiului București, sector ce avea să devină județul Ilfov în 1998.

## Monumente istorice
Singurul obiectiv din comuna Berceni inclus în lista monumentelor istorice din județul Ilfov ca monument de interes local este fosta curte boierească de la Berceni, datând din 1882 și cuprinzând ruinele unor case boierești și biserica „Sfântul Nicolae”. Acest ansamblu este clasificat drept monument de arhitectură.

## Transport

### Transport feroviar
Comuna dispune de o stație de cale ferată. Înainte de 1967 linia era folosită pentru transportul de călători, pe o rută aproximativ paralelă cu Șoseaua de centură: Glina - Popești-Leordeni - Berceni. Acum linia este folosită ocazional pentru traficul de marfă pentru fabricile din zonă. 